# Wessington
Wessington és una població dels Estats Units a l'estat de Dakota del Sud. Segons el cens del 2000 tenia 248 habitants.

## Demografia
Segons el cens del 2000, Wessington tenia 248 habitants, 118 habitatges, i 69 famílies. La densitat de població era de 252 habitants per km².
Dels 118 habitatges en un 22,9% hi vivien nens de menys de 18 anys, en un 45,8% hi vivien parelles casades, en un 9,3% dones solteres, i en un 41,5% no eren unitats familiars. En el 39% dels habitatges hi vivien persones soles el 25,4% de les quals corresponia a persones de 65 anys o més que vivien soles. El nombre mitjà de persones vivint en cada habitatge era de 2,1 i el nombre mitjà de persones que vivien en cada família era de 2,81.
Per edats la població es repartia de la següent manera: un 25% tenia menys de 18 anys, un 3,6% entre 18 i 24, un 23,4% entre 25 i 44, un 19,8% de 45 a 60 i un 28,2% 65 anys o més.
L'edat mediana era de 44 anys. Per cada 100 dones de 18 o més anys hi havia 80,6 homes.
La renda mediana per habitatge era de 21.250 $ i la renda mediana per família de 35.750 $. Els homes tenien una renda mediana de 26.250 $ mentre que les dones 16.964 $. La renda per capita de la població era de 13.767 $. Entorn del 7% de les famílies i l'11,3% de la població estaven per davall del llindar de pobresa.